# Manchester United Ladies F.C.
Manchester United Ladies F.C. blev grundlagt i 1977 og blev først officielt en del af Manchester United F.C. i starten af 2001-02-sæsonen. De spillede i Northern Combination-ligaen (den tredje række i kvindefodbold i England), indtil de kontroversielt blev opløst lige før 2004-05-sæsonen på grund af finansielle årsager. Beslutningen blev mødt med betydelig kritik, på grund af det store overskud som Manchester United fik, og også på grund af at informationen om at kvindeholdene skulle trække sig tilbage fra alle deres ligaer, kom frem, før spillerne var blevet informeret om opløsningen.